# Келдиш Михайло Фомич
Михайло Фомич Келдиш (1839, Варшава, Царство Польське — 1920, Крим) — лікар, дід Мстислава Келдиша, таємний радник (1904).

## Біографія
Син православного псаломщика з Варшави, Фоми Симоновича Келдиша. Мати — Олександра Йосипівна.
Вищу освіту отримав у Варшавській духовній семінарії, але потім поступив у Петербурзьку військово-хірургічну академію. Келдиш захистив дисертацію, став доктором медичних наук.
У 1862 році визначений «медиком для відряджень» при першому військово-сухопутному госпіталі в Петербурзі, потім в Кавказький військовий округ. Всього прослужив близько двадцяти років, брав участь у Кавказькій війні та війні з турками.
Брав участь у науковій експедиції до Середньої Азії, боровся з епідеміями чуми та холери.
Під час служби в Ризі Михайло Фомич в 1897 році вступив до Товариства російських лікарів, в наступному ж році обраний головою правління.
Найвищим наказом від 4 липня 1904 року був проведений в таємні радники зі звільненням від служби за проханням із мундиром.
Після звільнення від служби по 1909 рік працював у Казані приватно-практикуючим лікарем. Був зарахований до російського дворянства. Помер у 1920 році в Криму.

## Наукова діяльність
Під час служби в Грозненському військовому госпіталі проводив дослідження «кавказьких тропічних гарячок». Ці дослідження лягли в основу його дисертації на ступінь доктора медицини.
У 1879 році вперше склав медико-топографічний опис Закаспійського краю у складі Ахал-текінської експедиції, зробив нарис санітарного стану військ, які там розташовувалися. Результати роботи були опубліковані в"Медицинском сборнике" Кавказького медичного товариства і у «Военно-медицинском журнале».

## Визнання та нагороди
Вже після звільнення від служби Келдиш став одним із п'яти почесних членів Товариства російських лікарів (інші чотири — були лауреати Нобелівської премії Павлов і Мєчников, Бехтерев і ризький архієпископ Агафангел, пізніше зарахований Православною церквою до лику святих).
- орден св. Анни ІІІ ст. (1871), за праці з припинення в загоні епідемій цинги та холери[2]
- орден Св. Володимира IV ст. (1872) за праці з припинення в загоні епідемій цинги та холери[2]
- орден Св. Станіслава ІІ ст. (1880),
- орден Св. Анни ІІ ст. (1882),
- орден Св. Володимира ІІІ ст. (1888);
- орден св. Станіслава І ст. (1898).

## Сім'я
Виховав 5-х дітей;
- 1-ша дружина Наталія Миколаївна Брусилова, двоюрідна сестра генерал-ад'ютанта, генерала від кавалерії Брусилова Олексія Олексійовича;
  - Всеволод Михайлович (13.6.1878— 19.11.1965) — дивізійний інженер (26.4.1940), генерал-майор інженерно-технічної служби (28.4.1943);
- 2-га дружина Юліївна Швайкерт;
  - Олександр Михайлович (13.12.1866 — 1965) — підполковник;
  - Ігор Михайлович (10.5.1892-24.2.1968) — капітан Білої армії;
  - Георгій Михайлович — поручик.
  - Ксенія Михайлівна.